# 伊勢竹原駅
伊勢竹原駅（いせたけはらえき）は、三重県津市美杉町竹原にある、東海旅客鉄道（JR東海）名松線の駅である。

## 歴史
- 1935年（昭和10年）12月5日：鉄道省名松線家城駅 - 伊勢奥津駅間開通時に開設[1][2]。一般駅[2]。
- 1965年（昭和40年）10月1日：貨物取扱廃止[2]。
- 1976年（昭和51年）7月15日：駅業務外部委託開始。
- 1984年（昭和59年）2月1日：荷物扱い廃止[2]。
- 1986年（昭和61年）4月1日：無人駅化[3]。
- 1987年（昭和62年）4月1日：国鉄分割民営化に伴い、東海旅客鉄道（JR東海）の駅となる[1][2]。
- 2009年（平成21年）
  - 10月8日：台風18号により、名松線全面運休[1]。
  - 10月15日：家城駅 - 伊勢奥津駅間バス代行に伴い、列車運休[1]。
- 2016年（平成28年）3月26日：家城駅 - 伊勢奥津駅間復旧、列車運行再開[4]。
- 2024年（令和6年）10月16日[要出典]：午前9時をもって駅舎が老朽化のため使用終了。新駅舎の建設予定はない[5]。

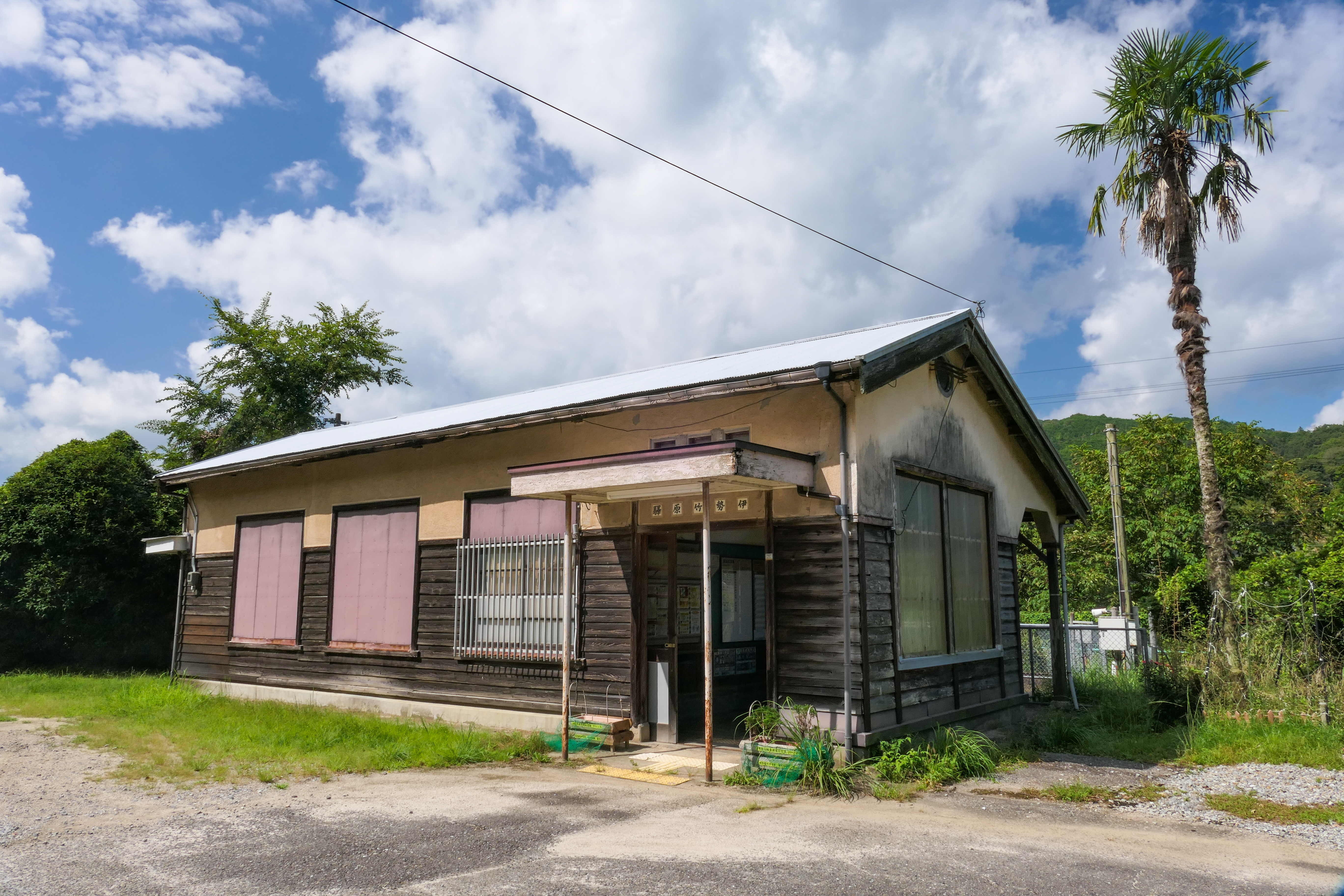
旧駅舎（2023年9月）

## 駅構造
単式ホーム1面1線を有する地上駅。駅舎とホーム間が空いているのは貨物側線跡であり、島式ホーム片面を撤去したように見えるが、開設当時から現在まで島式ホームを有する構造であったことはない。
松阪駅管理の無人駅。2024年まで、構内東側に開業以来の古い駅舎（以前の伊勢奥津駅のものと同形）が残っていた。駅舎内部の出札口は常時シャッターが下りていた。
家城駅 - 伊勢奥津駅間運行再開前の代行バスは駅舎前には入らず、100m程北にある津市竹原コミュニティー防災センター前（三重交通・津市コミュニティバス竹原バス停と同じ場所）に停車していた。

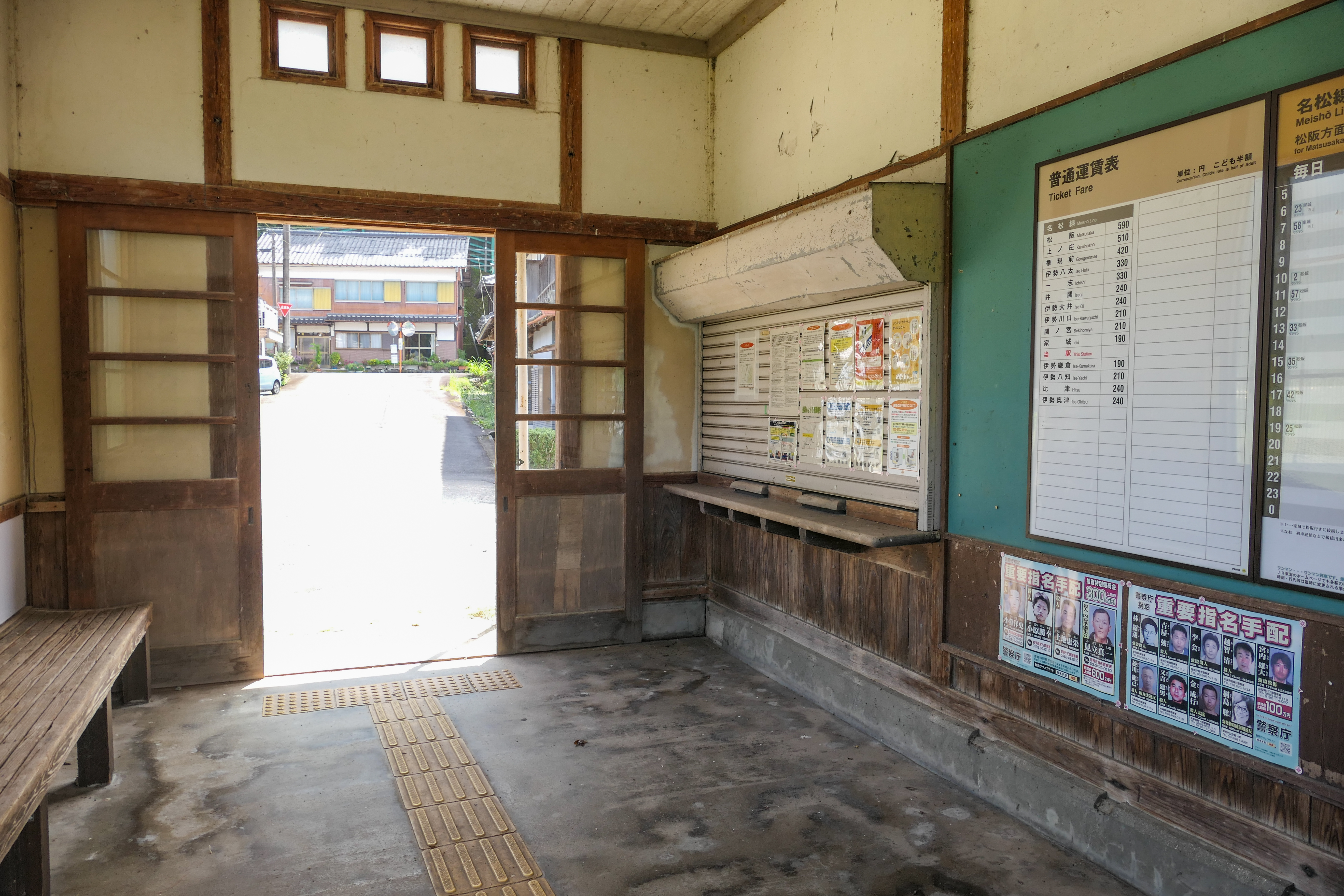
駅舎内
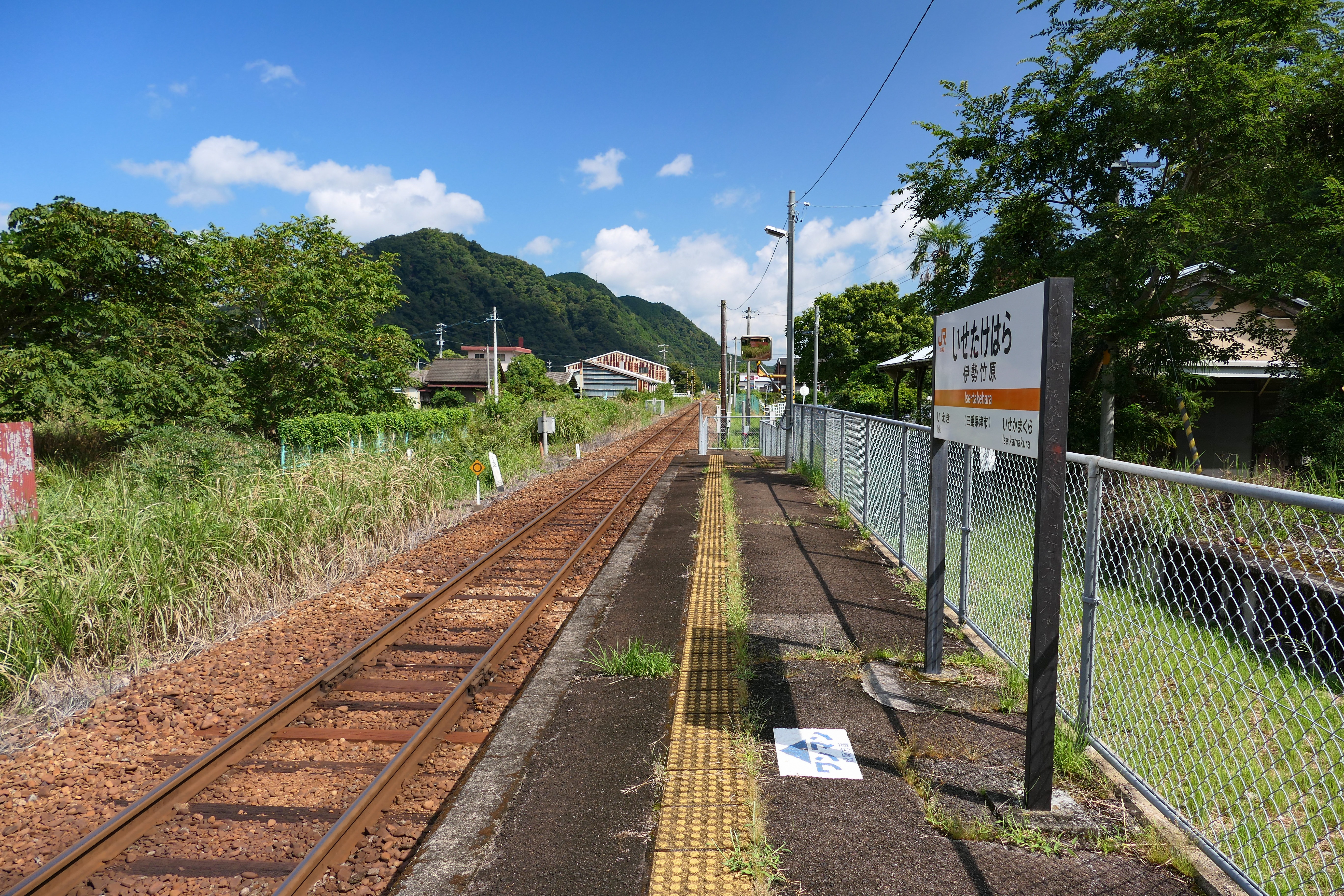
ホーム

## 利用状況
「三重県統計書」によると、近年の1日平均乗車人員の推移は以下の通り。なお、2009年度 - 2015年度は、2009年10月 - 2016年3月まで行なわれていたバス代行輸送分を含んでいる。
| 年度   | 1日平均 乗車人員 |
| ------ | ---------------- |
| 1998年 | 35               |
| 1999年 | 30               |
| 2000年 | 30               |
| 2001年 | 28               |
| 2002年 | 22               |
| 2003年 | 19               |
| 2004年 | 18               |
| 2005年 | 18               |
| 2006年 | 16               |
| 2007年 | 16               |
| 2008年 | 14               |
| 2009年 | 11               |
| 2010年 | 10               |
| 2011年 | 8                |
| 2012年 | 9                |
| 2013年 | 8                |
| 2014年 | 8                |
| 2015年 | 8                |
| 2016年 | 11               |
| 2017年 | 9                |
| 2018年 | 9                |
| 2019年 | 10               |

## 駅周辺
- 君ヶ野ダム：東へ約1.5km
- レークサイド君ヶ野 であいの館
- 美杉温泉
- 美杉タクシー八知竹原

## バス路線
- 三重交通
  - 12系統 久居駅
- 津市コミュニティバス（美杉地域）

## 隣の駅
東海旅客鉄道（JR東海）
■名松線
■普通
家城駅 - 伊勢竹原駅 - 伊勢鎌倉駅